# Senator de drept
Senator de drept a reprezentat o funcție de demnitate publică, neeligibilă, din România, în perioada 1866-1946. Ea a fost instituită prin Constituția din 1866 și a fost suprimată începând cu anul 1946, odată cu desființarea de către guvernul condus de Petru Groza a Senatului și trecerea la un regim parlamentar monocameral.

## Evoluție istorică

### Constituția din 1866
Articolul 76 al Constituției din 1866 prevedea următoarele:

Vor fi de drept membri ai Senatului:
1. moștenitorul Tronului la vârsta de 18 ani, însă el nu va avea vot deliberativ decât la vârsta de 25 ani.
2. mitropoliții și episcopii eparhioți.[1]

Constituția mai prevedea, la articolul 77, că „membrii Senatului nu primesc nici o donațiune nici indemnitate”, prevedere care se aplica și senatorilor de drept.

### Constituția din 1923
Constituția din 1923 a dezvoltat prevederile constituției anterioare prevăzând la art. 67. că „Senatul se compune din senatori aleși și din senatori de drept”. Art. 75. prevedea condițiile care trebuiau îndeplinite pentru a fi eligibil pentru Senat: cetățenie română, a avea exercițiul drepturilor civile și politice, vârsta de 40 ani împliniți, domiciliul în Romania. Aceleași condiții, afară de condiția de vârstă, erau aplicabile și senatorilor de drept.
Noua Constituție, identifica două categorii de senatori de drept. 
Prima categorie era definită de art. 72, care preciza că:
Sunt de drept membri ai Senatului, în virtutea Înaltei lor situațiuni în Stat și Biserică:
1. moștenitorul Tronului de la vârsta de 18 ani împliniți; el însă nu va avea vot deliberativ decât la vârsta de 25 ani împliniți;
2. mitropoliții țării;
3. episcopii eparhioți ai Bisericilor ortodoxe române și greco-catolice, întrucât vor fi aleși conform legilor țării;
4. Capii confesiunilor recunoscute de Stat, câte unul de fiecare confesiune, întrucât sunt aleși sau numiți conform legilor țării și reprezintă un număr de peste 200.000 credincioși; precum și reprezentantul superior religios al musulmanilor din Regat;
5. președintele Academiei Române.

Mandatul acestor senatori inceteaza odata cu calitatea sau demnitatea care le atribue dreptul.''
Cea de-a doua categorie era definită de art. 73, care preciza că:
Devin senatori de drept:
1. foștii Președinți de Consiliu, întrucât vor avea o vechime de patru ani ca Președinti de Consiliu titulari, și foștii Miniștri având o vechime de cel puțin șase ani intr-una sau mai multe guvernări;
2. fostii Președinti ai Corpurilor Legiuitoare care vor fi exercitat această demnitate cel puțin în cursul a opt sesiuni ordinare;
3. fostii Senatori și Deputați aleși în cel puțin zece legislaturi, independent de durata lor;
4. fostii Primi-Președinti ai Înaltei Curți de Casație si Justiție care au ocupat această funcțiune sau pe aceea de Presedinte la Casație cinci ani;
5. generalii de rezervă și în retragere:
  - care vor fi exercitat comanda unei armate în fața inamicului, ca titulari, cel puțin 3 luni
  - care au îndeplinit functiunea de Șef al Marelui Stat-Major, sau de inspector general de armată (comandant de armată), în timp de pace, cel puțin patru ani[3]
6. foștii Presedinți ai Adunărilor Naționale din Chișinău, Cernăuți și Alba-Iulia, care au declarat Unirea.[2]

Constituția preciza, la art. 74. procedurile de nominalizare și revocare a senatorilor de drept, menționând că: verificarea îndeplinirii condițiunilor senatorilor de drept se face de o comisiune compusă din Președintii secțiunilor Înaltei Curți de Casație si Justiție, sub președinția Primului-Președinte al acestei Înalte Curți. Constatarea se face din oficiu, la cererea Președintelui Senatului sau a acelora care au dreptul. Președintele Senatului înscrie senatorii de drept pe baza încheierii Comisiunii. Senatul poate discuta și semnala Comisiunii, spre rectificare, erorile constatate în stabilirea drepturilor.

### Legea electorală din 1946
La 15 iulie 1946, guvernul pro-comunist condus de Petru Groza adoptă Legea nr. 560 pentru alegerea Adunării Deputaților. Odată cu adoptarea acestei legi, Parlamentul României devenea unul monocameral, Senatul era desființat, dispărând totodată și demnitaea de senator de drept.